# 菲爾·柯林斯
菲利浦·大衛·查爾斯·柯林斯（英語：Phillip David Charles Collins，1951年1月30日—）生於倫敦，菲爾·柯林斯（Phil Collins）則是他廣為人知的名字，是當代英國搖滾樂與流行音樂的樂手。融合爵士團體Brand X與前衛搖滾團體創世紀樂團（Genesis）的鼓手及主音歌手。格莱美奖获得者。而他也是演員莉莉·柯林斯的父親。
Genesis於1967年成立時，以前無古人的前衛搖滾走紅，可是未能於主流樂壇中佔一席位，直至1970年鼓手Phil Collins的引入，有數年他跟Peter Gabriel爭鋒頭，Peter Gabriel有感自己在樂隊的優勢被慢慢蓋過，於是在五年後離隊，此後便是無可否認的Phil Collins時代；除了擔當鼓手外，還頂替了主音歌手的位置。也從當時開始，樂隊逐漸走向商業化，但又未背棄前衛搖滾的初心。當時Phil曾有過一段婚姻，不過第一任妻子突然離他而去，原因是他為唱歌而忽略了家庭，於是他一度停工，遠赴加拿大試圖挽回婚姻，可是又回到了英國。踏入1980年代，Genesis聲勢浩大，加上Phil表明要個人、樂隊雙線發展，於是於1980年跟大西洋唱片簽約，並跟監製Hugh Padgham合作，在推出大碟《Duke》、首張個人大碟《Face Value》後的十多年間，他每年都有至少一兩首年度傑作，「英國鼓王」一名亦當之無愧。
Phil Collins跟眾多著名樂手合作無間，較廣為人知的是他當過Eric Clapton兩張大碟的監製，還多次參與George Harrison、Paul McCartney、Robert Plant、Mike Oldfield、史汀、John Cale、Brian Eno、Peter Gabriel與Ravi Shankar的歌曲。
他的单曲多与失恋有关，从侧重于鼓声的In the Air Tonight，到舞曲的Sussudio，还是与政治有关的 Another Day in Paradise，都获得了极大的成功。他的曲风尤为多变，无论在前卫摇滚，还是一般流行乐，甚至是MTV的各种榜单上都占有一席之地。

## 孩提時代
菲爾的打鼓歲月起始於他五歲時的聖誕禮物：一套玩具鼓。菲爾全心全意投入鼓的練習，稍後他的叔叔便替他買了一套更精細的鼓供他練習。當他還是個青年時，鼓技已經可以說是職業級的。
他的演出生涯早已起步，主要是擔任童星以及模特兒，比較特別的演出包括出現在披頭士樂團的電影《一夜狂欢》中（不過，保羅告訴菲爾說他始終不相信這件事情）。

## 从創世紀樂團到啟示錄
柯林斯在報紙上得知創世紀樂團正在招募成員，經過一連串的測試順利地錄取（菲爾在聽過先前不同鼓手所演奏的部分後，自己將其重新編織起來，令樂團的成員們驚豔）。

## 音樂作品

### 錄音室專輯
- Face Value (1981)
- Hello, I Must Be Going! (1982)
- No Jacket Required (1985)
- ...But Seriously (1989)
- Both Sides (1993)
- Dance into the Light (1996)
- Testify (2002)
- Going Back (2010)

### 演唱會專輯
- Serious Hits... Live! (1990)

### 精選專輯
- ...Hits (1998)
- Love Songs: A Compilation... Old and New (2004)
- The Singles (2016)
- Other Sides (2019)

### 冠軍單曲
| Year | Single                                     | Peak positions | Peak positions | Peak positions | Peak positions |
| Year | Single                                     | UK             | U.S.           | U.S.A.C.       |                |
| ---- | ------------------------------------------ | -------------- | -------------- | -------------- | -------------- |
| 1982 | "You Can't Hurry Love"                     | 1x2            | 10             | --             |                |
| 1984 | "Against All Odds (Take a Look at Me Now)" | 2              | 1x3            | --             |                |
| 1984 | "Easy Lover"（Philip Bailey 合唱）         | 1x4            | 2              | --             |                |
| 1985 | "One More Night"                           | 4              | 1x2            | --             |                |
| 1985 | "Sussudio"                                 | 12             | 1              | --             |                |
| 1985 | "Separate Lives"（Marilyn Martin 合唱）    | 4              | 1              | 1x4            |                |
| 1986 | "Invisible Touch"（創世紀樂團合唱）        | 15             | 1              | --             |                |
| 1986 | "Throwing It All Away"（創世紀樂團合唱）   | 22             | 4              | 1x2            |                |
| 1986 | "In Too Deep"（創世紀樂團合唱）            | 19             | 3              | 1x3            |                |
| 1988 | "A Groovy Kind of Love"                    | 1x2            | 1x2            | 1x3            |                |
| 1988 | "Two Hearts"                               | 6              | 1x2            | 1x5            |                |
| 1989 | "Another Day in Paradise"                  | 2              | 1x4            | 1x4            |                |
| 1989 | "Do You Remember?"                         | --             | --             | 1x5            |                |
| 1992 | "Hold On My Heart"（創世紀樂團合唱）       | 16             | 12             | 1x5            |                |
| 1999 | "You'll Be In My Heart"                    | 17             | 21             | 1x19           |                |
| 2002 | "Can't Stop Loving You"                    | 28             | 76             | 1              |                |

### 代表作
- 翻唱歌曲 You Can't Hurry Love，1982年英國單曲冠軍歌，美國 Billboard 第10位（MV 參照《福祿雙霸天》的造型拍攝）
- Against All Odds (Take A Look At Me Now)（1984年外語片《在看我一眼（英语：Against All Odds (film)）》[註 1]主題曲，也是菲爾·柯林斯真正開始成名的名曲，並在1985年替他贏得格林美獎最佳流行樂男歌手）
- One More Night，1985年英國單曲第4位，美國 Billboard 雙週冠軍（此首歌曲在華人世界知名度甚高，為其個人代表作之一）
- Sussudio，1985年英國單曲第12位，美國 Billboard 冠軍歌
- 翻唱歌曲 A Groovy Kind of Love（原唱為 Diane & Annita，1988年外語片《痴情大丈夫（英语：Buster (film)）》主題曲），英國單曲、美國 Billboard 冠軍歌
- Two Hearts（電影《痴情大丈夫》插曲），1989年英國單曲第6位，美國 Billboard 冠軍歌
- Another Day in Paradise，1989年英國單曲第2位，美國 Billboard 四週冠軍歌（跨年上榜）。香港歌神許冠傑曾改編為廣東話版《千載願望》，收錄於《香港情懷'90》大碟
- You'll Be in My Heart（1999年迪士尼動畫電影《泰山》配樂），2000年榮獲奧斯卡最佳原創歌曲獎及金球獎最佳原創歌曲

## 影視作品
- 1964年：《一夜狂欢》
- 1985年：《邁阿密風雲》
- 1988年：《痴情大丈夫（英语：Buster (film)）》（唯一一次擔正）
- 1991年：《鐵鈎船長》
- 1993年：《世紀的哭泣》
- 2003年：《森林王子2》

## 外部連結
维基共享资源上的相關多媒體資源：菲爾·柯林斯